# Westland Marathon 1994
De Westland Marathon 1994 werd gehouden op zaterdag 19 maart 1994. Het was de 25e editie van deze marathon. Start en finish lagen in Naaldwijk.
De Schot Peter Fleming was het snelste bij de mannen en won de wedstrijd in 2:14.03. Op de finish had hij ruim een minuut voorsprong op de Pool Wieslaw Palczynski, die tweede werd in 2:15.36. Bij de vrouwen was de Russische Zinaida Semyonova het snelste in 2:36.42.

## Uitslagen

### Mannen
| rang   | naam                 | land | tijd    |
| ------ | -------------------- | ---- | ------- |
| Goud   | Peter Fleming        | SCO  | 2:14.03 |
| Zilver | Wieslaw Palczynski   | POL  | 2:15.36 |
| Brons  | Aleksandr Vikuzanin  | RUS  | 2:15.55 |
| 4      | Chris Verbeeck       | BEL  | 2:16.37 |
| 5      | Cor Saelmans         | BEL  | 2:17.22 |
| 6      | Mohamed Salmi        | ALG  | 2:17.29 |
| 7      | Aart Stigter         | NED  | 2:17.48 |
| 8      | Vyatcheslav Enduskin | RUS  | 2:18.04 |
| 9      | Yuriy Pavlov         | RUS  | 2:18.32 |
| 10     | Dariusz Nawrocki     | POL  | 2:18.52 |
| 11     | Czeslaw Najmowicz    | POL  | 2:18.57 |
| 12     | Gino Deleu           | BEL  | 2:19.15 |
| 13     | Pawel Malkowski      | POL  | 2:20.00 |
| 14     | Wieslaw Lenda        | POL  | 2:20.26 |

### Vrouwen
| rang   | naam              | land | tijd    |
| ------ | ----------------- | ---- | ------- |
| Goud   | Zinaida Semyonova | RUS  | 2:36.42 |
| Zilver | Natalya Balyakina | RUS  | 2:51.04 |

1969 ·
1970 ·
1971 ·
1972 ·
1973 ·
1974 ·
1975 ·
1976 ·
1977 ·
1978 ·
1979 ·
1980 ·
1981 ·
1982 ·
1983 ·
1984 ·
1985 ·
1986 ·
1987 ·
1988 ·
1989 ·
1990 ·
1991 ·
1992 ·
1993 ·
1994 ·
1995 ·
1996 ·
1997 ·
2014